# Parachemmis
Parachemmis là một chi nhện trong họ Corinnidae.

## Các loài
- Parachemmis fuscus Chickering, 1937
- Parachemmis hassleri (Gertsch, 1942)
- Parachemmis manauara Bonaldo, 2000